# Oh Baby
Oh Baby is een Nederlandse filmkomedie uit 2017, geregisseerd door Thomas Acda.

## Verhaal
Het leven van een songwriter staat op zijn kop als hij de vader blijkt te zijn van een acht maanden oude zoon die van een oude liefde komt die onverwachts is overleden.

## Rolverdeling
| Acteur                       | Personage            |
| ---------------------------- | -------------------- |
| Gijs Naber                   | Ruben                |
| Hanna van Vliet              | Lucy                 |
| Eric van Sauers              | Bor                  |
| Renée Fokker                 | Marijke              |
| Liz Snoyink                  | Catarina             |
| Kasper van Kooten            | Fritz                |
| Yannick van de Velde         | Wout                 |
| Sanne Vogel                  | Madelief             |
| Tina de Bruin                | Evelien              |
| Tanja Jess                   | Kinderarts           |
| Ton Kas                      | Notaris              |
| Tom van Kalmthout            | Artiest              |
| Manoushka Zeegelaar Breeveld | Zangeres 1           |
| Lucretia van der Vloot       | Zangeres 2           |
| André Dongelmans             | Man op Begraafplaats |